# Орифия (амазонка)
Орифия (др.-греч. Ὠρείθυια) — персонаж древнегреческой и римской мифологии, амазонка, дочь царицы амазонок Марпесии.
После смерти своей матери Орифия стала новой царицей амазонок. Она управляла совместно с Антиопой, которая, по некоторым версиям, была её сестрой. Она почиталась за свою вечную девственность, а её воинские навыки считались выдающимися и принесшими много славы царству амазонок.
Согласно «Эпитомам сочинения Помпея Трога „История Филиппа“» Марка Юниана Юстина Орифия была одним из ключевых персонажей в мифе о девятом подвиге Геракла по добыче пояса царицы амазонок. Помпей Трог изложил эту историю следующим образом: Еврисфей, царь Микен, считал почти невозможным добыть царский пояс Орифии в бою (согласно большинству других версий пояс принадлежал Ипполите), поэтому он приказал это сделать обязанному ему Гераклу, в качестве его девятого подвига. Геракл снарядил девять военных кораблей и занял берега амазонок в отсутствие Орифии. Из-за беспорядка и беспечности амазонок их ряды значительно поредели. Тогда Гераклу легко удалось захватить в плен Меланиппу и Ипполиту, сестёр Антиопы. Геракл вернул Меланиппу после того, как получил пояс царицы, однако Ипполиту забрал Тесей, царь Афин, как свою долю добычи. Затем Орифия возглавила амазонок в Аттической войне, призванной освободить Ипполиту и отомстить за поражение Антиопы. Она обратилась за помощью к скифскому царю Сагиллу, и тот послал ей на помощь своего сына Панасагора с отрядом всадников. Однако между союзниками возникли некоторые разногласия, и скифы покинули поле боя. В конце концов амазонки потерпели поражение, но сумели бежать в лагерь своих союзников и под их защитой благополучно вернулись домой.
Существует и другая версия того, что произошло после вторжения Геракла: некоторые фракийские и скифские рабы содержались в Афинах для личной охраны афинского царя, и Орифия воспользовалась этой возможностью, чтобы отомстить за поражение своей сестры. Она созвала скифских союзников вместе с фракийскими и послала две группы послов для переговоров. В задачу одной из группа входило налаживание связи с лидерами рабов, чтобы получить их помощь в обмен на свободу, а другой — обеспечение гарантии того, что Лакония не будет помогать Афинам. Затем Орифия с триумфом провела свою армию через Киммерийский Босфор, Дунай и район Фракии. Орифия осадила Афины, однако в сражении Антиопа была убита. Орифия построила гробницу для Антиопы после заключения договора с афинянами. В боях Орифия получила серьёзные ранения и в конце концов умерла от них. По дороге домой её похоронила её армия. Преемницей Орифии стала Пентесилея.
Одна из глав сочинения «О знаменитых женщинах» Джованни Боккаччо была посвящена Орифии и Антиопе.